# Бердник Мирослава Олександрівна
Миросла́ва Олекса́ндрівна Бе́рдник (нар. 11 жовтня 1958) — українська журналістка, письменниця-публіцистка, ботанік за освітою, пише переважно російською мовою. Дочка українського письменника Олеся Бердника, має чітко виражені антиукраїнські погляди. Підтримує путінський режим та війну Росії проти України. Фігурантка бази «Миротворець». Підтримала вторгнення Росії в Україну.

## Життєпис
Народилася в родині українського письменника-фантаста, дисидента Олеся Бердника 11 жовтня 1958 року, за власними словами — 1960 року. Біолог-ботанік за освітою. За часів УРСР працювала в науково-дослідних закладах біологічного профілю на посаді інженера. З 1989 року й до хвороби Олеся Бердника була його секретаркою.

Мирослава Бердник стверджує, що прийшла в журналістику у 2004 році, а саме під час Помаранчевої революції: 
Коли я побачила те беззаконня, що коїлося в країні в результаті інспірованого ззовні перевороту, коли побачила брехню і маніпулятивні технології, якими одурювали „малих сих“, і від безсилля стискалися кулаки, почала писати. Писала на різних форумах, спробувала в газетах, прийняли. Так почався новий етап життя.
У грудні 2004 вступила до Партії регіонів. Публікувалася переважно в газеті «2000».
У квітні 2010 Бердник отримала від КПУ започатковану цією партією премію імені Ярослава Галана. Премію було присуджено з формулюванням «за створення циклу публіцистичних статей та книги „Пешки в чужой игре“, в яких викривається антинародна сутність українського буржуазного націоналізму».
У 2010–2011 рр. Мирослава за підтримки КПУ, ГО «Антифашистський комітет України», «Россотрудничество» (російське федеральне агентство в справах СНД, співвітчизників, що проживають за кордоном, і з міжнародної гуманітарної співпраці) провела низку презентацій своєї книги «Пішаки у чужій грі» (рос. Пешки в чужой игре) у Києві та інших містах України. Так, на презентації, що відбулась 16 лютого 2011 в Російському центрі науки й культури в Києві були присутні представники столичних і регіональних відділень громадських організацій «Російська громада», «Російський дім», «Слов'янський комітет», «Спадкоємці перемоги», «Антифашистський комітет України», «Інтелігенція за соціалізм», представники районних організацій Комуністичної партії України у Києві та Київській області.
У грудні 2010 року брала участь у міжнародній конференції «Світ без нацизму — глобальне завдання всього людства», яка проходила в Раді Федерації парламенту Росії.
У жовтні 2011 року Мирослава Бердник стала членом політичного клубу «Альтернатива», до якого увійшло також кілька десятків осіб, переважно журналістів і публіцистів. Метою діяльності цього клубу було оголошено боротьбу проти розбудови «української» та «європейської» України, і як противагу цьому — пропаганду інтеграції України до проєкту «Російського світу».
Мирослава Бердник співпрацює з Інститутом країн СНД, у грудні 2012 року взяла участь у науково-практичній конференції «Уроки реформ Столипіна і сучасність», організованій українським філіалом Інституту країн СНД та іншим російським фондом «Единый мир».

### Кримінальне провадження
16 серпня 2016 року соцмережами поширилась інформація про те, що СБУ затримала Мирославу. СБУ спростовує цю інформацію і зазначає, що у зв'язку з відкритим кримінальним провадженням було лише проведено обшук у її квартирі в Запоріжжі, під час якого для потреб слідства вилучено техніку та носії інформації.

## Погляди та діяльність
У своїх публікаціях у друкованих ЗМІ й у власному блозі, статті з якого часто передруковуються інтернет-ЗМІ, Мирослава Бердник активно критикує ОУН, УПА, Івана Мазепу, Помаранчеву революцію, український національний рух у цілому, державний статус української мови, незалежність України й історичні українські держави та їхніх керівників, а також політичні й громадські організації, політиків, науковців, письменників, митців та інших осіб минулого й сучасності, які якимось чином підтримували незалежність України, розвиток національної культури, критикували СРСР, Росію, Російську імперію тощо. Також Бердник виступає проти УГКЦ, католицької церкви, українських православних церков, засуджує капіталізм, політику керівництва США, Грузії та країн Заходу в цілому. Разом з тим у своїх статтях вона активно пропагує комунізм, російське православ'я, діяльність Йосипа Сталіна, Володимира Путіна, Муаммара Каддафі тощо. На теренах України підтримує КПУ, Партію регіонів, УПЦ (МП), Інститут країн СНД, надання російській мові статусу державної, відокремлення Криму від України, будь-які тенденції та заходи, спрямовані на приєднання України до Росії, тощо. Проводить діяльність, направлену на заперечення Голодомору.
Стверджує, що начебто українські націоналісти організували Голодомор 1932—1933 рр..
У публікаціях у власному блозі використовує образливу лексику стосовно людей з іншими поглядами чи переконаннями. Наприклад, Бердник назвала Дмитра Павличка, Івана Драча, Івана Дзюбу та ще близько 40 діячів культури «гівном нації» та «колишніми стукачами КДБ й заслуженими дисидентами» за їхнє звернення до Президента України з проханням заборонити запуск сталінобусів у Севастополі до річниці Жовтневого перевороту.
Закликала у своєму блозі обливати зеленкою опозиційних до влади Віктора Януковича політиків.
Виправдовує побиття мирних мітингувальників найнятими владою хуліганами, так званими тітушками. Поширює та виправдовує у своєму блозі сепаратистські заклики до відділення Криму та східно-південних областей України від України, заклики до втручання Росії у внутрішні справи України. В Ізраїлі представляла побутові контроверсійні випадки у Львові в перекрученому вигляді як випадки антисемітизму. У заяві Українського єврейського комітету зустріч у Кнесеті 19 березня 2014 р. з делегацією, у складі якої була Мирослава Бердник, було названо «спланованою провокацією, спрямованою на дискредитацію як єврейських громад України, так і нової влади України»
Нерідко розміщує у своєму журналі недостовірну, сумнівну та навіть відверто неправдиву інформацію, націлену на компрометацію політичних противників. Наприклад, інформацію, що нібито вбивць інспекторів ДАІ відпустили на місці, натякаючи, за їхній зв'язок з Майданом, коли насправді вони були арештовані. В іншому дописі грабіжників банку в Києві
 вона представила як героїв Майдану. Для підтвердження нібито компромату на політичних противників використовує близькі за змістом, але зовсім інші факти, які не можуть слугувати фактичним компроматом. Наприклад, як доказ, що нібито на Майдані люди стояли за гроші, вона використовує відео, на якому з’ясовуються витрати спонсорованих людьми грошей на лікування побитих міліцією майданівців. Бердник себе позиціонує та називає українкою, але регулярно публікує та допускає у своєму блозі матеріали з образливими для українців висловлюваннями на зразок «укры», «урки», «укропы» тощо.

## Родина
Мирослава Бердник — донька Олеся Бердника від його першої дружини Людмили Федосіївни, що походила з родини радянських кадрових військовиків. Мирослава має сестру Громовицю (1973 р. н.) та брата Радана (1985 р. н.) від другого шлюбу батька з Валентиною Сергіївною Сокоринською (1949 р. н.), майстринею ляльок-мотанок.
Чоловік — журналіст і письменник-публіцист, що пише під псевдонімом «Іван Безсмертний» (рос. Иван Бессмертный). Мирослава Бердник виховує доньку Ірину (1993 р. н.).